# Tupolev Tu-12
Le Tupolev Tu-12 (désignation de développement Tu-77) était un bombardier moyen expérimental soviétique à réaction, développé après la fin de la Seconde Guerre mondiale à partir du bombardier Tupolev Tu-2 à moteur à pistons. Il a été conçu comme un avion intérimaire pour familiariser Tupolev et les forces aériennes soviétiques (VVS) avec les problèmes liés aux bombardiers à réaction.

## Développement
Au début de 1947, le projet de bombardier à réaction Tupolev Tu-73 subissait des retards. Tupolev suggéra alors, pour produire un bombardier à réaction le plus rapidement possible, de remotoriser le bombardier moyen Tu-2 avec des moteurs à réaction britanniques Rolls-Royce Nene importés. Les travaux de conception commencèrent bien avant que l’approbation officielle ne soit reçue le 31 mai 1947 pour la conversion d’un Tu-2S dans l’atelier de l’OKB et de cinq autres à Zavod (usine) n° 23. La construction du prototype avait déjà commencé au début du mois de mai, sous la désignation Tu-77.
Les changements par rapport au Tu-2 standard ont été minimisés pour accélérer la production. Ils étaient les suivants :
- Deux moteurs à réaction Nene ont remplacé les moteurs en étoile standards Chvetsov ASh-82FN.
- Le dièdre de l’aile a été réduit de 6° à 3°.
- Le fuselage a été rallongé de 400 mm et l’arrière du fuselage a été rehaussé de 300 mm.
- Un nouveau train d'atterrissage tricycle a été installé, les roues principales se rétractant dans les nacelles des moteurs.
- Des réservoirs de carburant supplémentaires ont été installés et la conception des réservoirs a été modifiée pour permettre le passage de l’essence au kérosène.
- Le système de commandes a été révisé et des compensateurs ont été installés sur les gouvernes de profondeur.
- Les ailes et la queue ont été renforcées.
- Le canon ShVAK de 20 mm a été retiré de l’emplanture de l’aile, et un canon Nudelman-Suranov NS-23 de 23 mm a été monté dans un carénage externe sur le côté tribord du nez.

## Tests et évaluations
Le prototype a été achevé en juillet 1947 et a volé pour la première fois le 27 juillet. Deux avions ont été présentés lors du défilé de la Journée de l’aviation de Touchino le 3 août 1947. Le prototype a terminé ses essais constructeur en septembre, et a subi les essais d'acceptation par l’État du 4 octobre 1947 au 27 février 1948, date à laquelle il a été rebaptisé Tu-12. Le rapport du NII VVS (Naoochno-Issledovatel’skiy Institoot Voyenno-Vozdooshnykh Seel : Institut d’essais scientifiques de l’armée de l’air) résumait les différences entre le Tu-2 et le Tu-12 comme « un gain considérable de vitesse, un meilleur taux de montée, un plafond de service plus élevé, mais des performances sur le terrain plus faibles et une charge de carburant considérablement plus élevée requise pour atteindre la même autonomie que le Tu-2 ».
L’absence d’une cabine pressurisée, qui réduisait considérablement son efficacité à haute altitude, et l’absence d’équipement de dégivrage pour les bords d'attaque des ailes et de l’empennage ainsi que le vitrage du poste de pilotage ont été notés comme des problèmes majeurs. À grande vitesse, il était pratiquement impossible de manœuvrer les tourelles de canon VUB-68 et Lu-68 à commande manuelle. Les vibrations du canon NS-23 lors des tirs rendaient l’équipement de la cabine du navigateur inutilisable et endommageaient le vitrage de la cabine. La mise en marche du système d'identification ami ou ennemi (IFF) a eu des effets néfastes sur le système d’interphone et les radios. De nouveaux générateurs ont dû être installés, car ceux d’origine ne produisaient pas assez d’énergie électrique.
Les essais menés par le NII VVS comprenaient des engagements entre le Tu-12 et les chasseurs à réaction soviétiques MiG-9 et Yak-23. Ils ont été très utiles pour évaluer l’armement offensif des chasseurs, l’armement défensif du bombardier et les tactiques appropriées pour les deux types d’avions. Les tests ont démontré l’infériorité de l’armement de 12,7 mm et signifiaient que chaque bombardier soviétique disposerait désormais d’un armement défensif utilisant des tourelles motorisées qui porteraient des canons de 20 mm ou plus.
Les cinq avions modifiés par l’usine ont reçu le moteur Klimov RD-45, la copie soviétique sans licence du moteur Nene, et les six avions ont été utilisés par le VVS pour la familiarisation et la formation des équipages. Les avions achevés ont ensuite été relégués à des missions d’essais. Un avion a été utilisé pour des tests de drones et un autre, rebaptisé Tu-12LL, a vu divers pulsoréacteurs montés sur un pylône au-dessus de son fuselage,.

## Opérateurs
- Union soviétique
  - Armée de l'air soviétique